# Harald Pages
Harald Pages (* 12. November 1936; † 21. Juni 2016) war ein deutscher Schauspieler, Hörspiel- und Synchronsprecher.

## Leben und Wirken

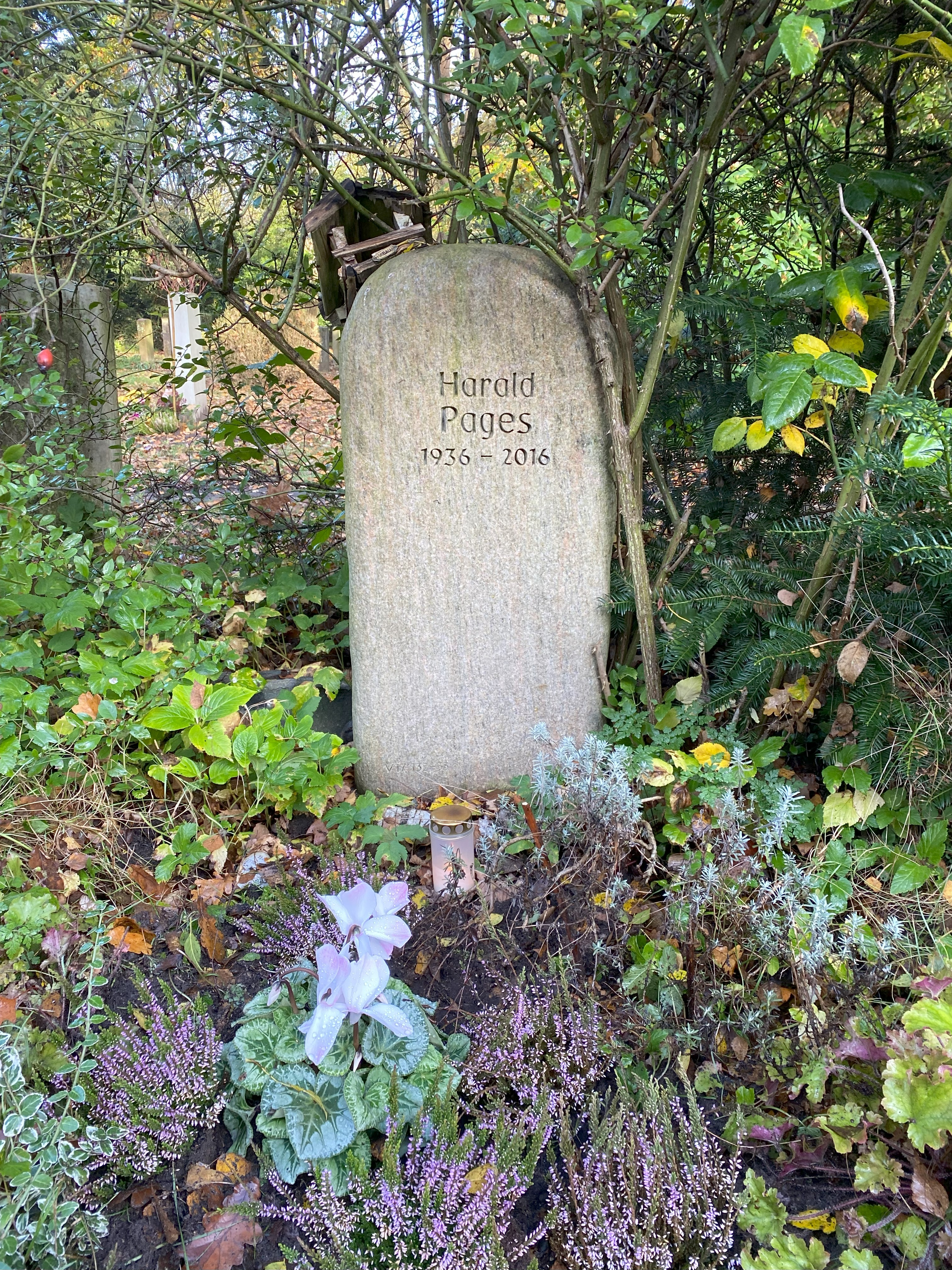
Grabstätte auf dem Friedhof Ohlsdorf

Harald Pages absolvierte eine Schauspielausbildung und war seit den Gründungsjahren bis zum Beginn des neuen Jahrtausends Ensemblemitglied des Ernst Deutsch Theaters in Hamburg. Dort spielte er in Stücken wie Joseph Breitbachs Hinter dem Vorhang oder Genosse Veygond (1977), Günter Neumanns Schwarzer Jahrmarkt – Eine Revue der Stunde Null (1976), Thornton Wilders Unsere kleine Stadt (1986) und Bertolt Brechts Der aufhaltsame Aufstieg des Arturo Ui (1983) und Der gute Mensch von Sezuan (1986). Im Fernsehen war Harald Pages in Episodenrollen des Tatort (seit 1970), Sonderdezernat K1 (1972–1982) und Diese Drombuschs (1983–1994) zu sehen.
Im Bereich der Film- und Fernsehsynchronisation war Harald Pages von den 1970er bis zu den frühen 2000er Jahren umfänglich in Hamburg aktiv. Seine ruhige, nuancierte und edle Stimme war dabei unter anderem für Martin Balsam in Two Evil Eyes (1990), Campbell Singer in den Dick Barton-Filmen (1948/49; dt. 1992), Richard Griffiths in Mord auf Sendung (1998), Richard Bull in Unsere kleine Farm (1974–1983, 3. Stimme, Sat. 1) und Blue Deckert in Walker, Texas Ranger (1993–2001) zu hören.
Als Hörspielsprecher war Harald Pages seit den 70er Jahren tätig. Zu seinen bekanntesten Rollen zählt dabei die des Onkels Quentin in der Hörspielserie Fünf Freunde (seit 1978), die er bis 2001 durchgehend sprach, bis er von seinem Kollegen Andreas von der Meden abgelöst wurde. Wiederkehrend war er zudem als Meister Splinter in Teenage Mutant Hero Turtles (1990–1992) und Antons Vater in Der kleine Vampir (1989–2004) zu hören. Verschiedene Episodenrollen sprach er zudem regelmäßig in TKKG (seit 1981), Die drei ??? (seit 1979), Knickerbocker-Bande (1999–2002) und Otto's Ottifanten (1988–1989).
Über das Synchron-Forum, einer Diskussionsplattform für Fans deutsch synchronisierter Serien und Filme, wurde bereits 2008 bekannt, dass Harald Pages aus gesundheitlichen Gründen nicht mehr arbeiten würde. Dem Beitrag folgend, wurde abermals 2012 Bezug auf die Gesundheit des Schauspielers genommen.
Auf Nachfrage der Hörspielregisseurin Heikedine Körting bestätigte Harald Pages' Tochter Annika 2022, dass ihr Vater 2016 verstorben ist.
Harald Pages war mit der Schauspielerin Ursula Pages verheiratet; die gemeinsamen Töchter Svenja und Annika sind ebenfalls als Schauspielerinnen tätig. Er starb am 21. Juni 2016 im Alter von 79 Jahren und wurde auf dem Hamburger Friedhof Ohlsdorf beigesetzt. Die Grabstätte im Planquadrat V 17 liegt in unmittelbarer Nähe von Kapelle 2.

## Synchronisation
(Quelle:)

### Filme (Auswahl)
- 1955: David King-Wood als Dr. Briscoe in Schock! [2. Synchro]
- 1958: Maurice Teynac als Dr. Bernais in Falsches Geld und echte Kurven [2. Synchro]
- 1975: John Collin als Mr. Alderson in Der Doktor und das liebe Vieh
- 1985: Don Draper als Mr. Heaton in Blinder Hass
- 1990: Terence Kelly als Offizier Nell in Stephen Kings Es
- 1996: Sylvester McCoy als Der Doktor in Doctor Who – Der Film

### Serien (Auswahl)
- 1979–1982: Allan Melvin als Thun, der Löwenmensch in Flash Gordon [Zeichentrick]
- 1987–1996: Peter Renaday als Meister Splinter (1. Stimme) in Teenage Mutant Hero Turtles [Zeichentrick]
- 1995: Alan Scarfe als Captain Cyrus Harding in Geheimnisvolle Insel
- 1998: Len Carlson als Herr Sittich in Birdz – Echt komische Vögel [Zeichentrick]

## Sprecher beim Radio
- 1972: Engelszungen. Regie: Günter Siebert (RB)
- 1972: Die Fähre. Regie: Till Bergen (RB)
- 1973: Ehrenhändel. Regie: Hans Rosenhauer (NDR)
- 1975: Rohrbacher. Regie: Friedrich Schütter (RB/NDR)
- 1976: Anton Reiser (2. Teil). Regie: Hans Rosenhauer (NDR)
- 1978: Hebbel (1. Teil: Die Reise an den Rand des Willens). Regie: Hans Rosenhauer (NDR/HR)
- 1978: Hebbel (2. Teil: Die Einschläferung des Gehirnraubtiers). Regie: Hans Rosenhauer (NDR/HR)
- 1979: Antichambre. Regie: Heinz von Cramer (NDR/SDR/HR)
- 1980: Der Prozess um Schnitzlers Reigen. Regie: Hans Rosenhauer (NDR)
- 1980: Jahrzeit (Israelisches Hörspiel von Shulamit Armon). Regie: Hans Rosenhauer (NDR)
- 1980: Die zwei Leben der Maria Behrens. Regie: Günter Bommert (RB)
- 1980: Komplizen. Regie: Till Bergen (RB)
- 1980: Die Jugendstilsammler. Regie: Till Bergen (RB)
- 1986: Roh un Freden. Regie: Wolf Rahtjen (RB/NDR)
- 1986: De Bewies. Regie: Wolf Rahtjen (RB/NDR)
- 1987: Der süße Duft des Aufschwungs. Regie: Aleksandar Obrenović (NDR)
- 1988: Die Wut über den verlorenen Groschen oder: Warum die Hühner ihre Eier verlegen. Regie: N. N. (DW)
- 1988: Götter, Schwanenritter und Matrosen oder Ein Festspielhaus muß her. (DW)
- 1988: Robinson und Julia oder Die Kunst, sich vollständig unglücklich zu machen. Regie: Götz Naleppa (NDR)
- 1989: Das Genie aus dem Gängeviertel oder Tanzmusik ist das nicht – oder doch? (DW)
- 1989: Ungarische Fantasien oder Ein Hexenmeister auf dem Klavier will ich werden. (DW)
- 1989: Träumerei am Klavier oder Für Clara will ich ein Konzert schreiben. (DW)
- 1991: Berger und Levin (1. Teil: Die Schönen spiegeln sich in der Welt, den Häßlichen gehört sie). Regie: Bernd Lau (NDR)
- 1991: Geregelter Prozeß. Regie: Till Bergen (RB)
- 1992: Robert Louis Stevenson – Der Vater der Schatzinsel (1. Teil). Regie: Till Bergen (NDR)
- 1992: Robert Louis Stevenson – Der Vater der Schatzinsel (2. Teil). Regie: Till Bergen (NDR)
- 1993: Stormy und der Rat der Geister. Regie: Jörgpeter Ahlers (NDR)
- 1993: Obszön. Regie: Till Bergen (RB)
- 1993: Im Zauberland (2. Teil: Der schlaue Urfin und seine Holzsoldaten). Regie: Axel Fidelak; Paul Hartmann; Uta Beth (RIAS Berlin/Deutsche Grammophon)
- 1994: Hasenjagd. Regie: Stefan Dutt (NDR)
- 1995: Blankenhorn und der Blaumörder. Regie: Hans Rosenhauer (NDR)
- 1995: Die Kamera, der Traum, dann die Stimmen. Regie: Norbert Schaeffer (NDR/SDR/WDR)
- 1996: EinSTIMMEN oder Giovannis Lust. Regie: Günter Bommert (SWF/NDR)
- 1999: Mummenschanz. Regie: Rainer Gussek (NDR/Verlag DO-MI-NO)